# Ленинская комната
Ленинская комната в СССР — помещение в казармах воинских частей (на кораблях), в школах, пионерских лагерях, на предприятиях, предназначенное для проведения досуга и политической подготовки. В современной российской армии подобную комнату называют «комнатой досуга».
В гражданских организациях в ленинской комнате присутствовали бюсты и портреты Ленина. Существовали специальные методические указания по оформлению ленинских комнат. В школах ленинская комната также называлась «пионерской»; здесь стандартные изображения взрослого Ленина соседствовали с его изображениями в юном возрасте.

## В вооружённых силах
Первоначально в казармах и на военных кораблях организовывались красные уголки. После смерти Ленина с февраля 1924 года стали повсеместно переименовываться в «ленинские комнаты» (каюты). В декабре 1940 года директивой №56 начальника Главного управления политической пропаганды было введено в действие «Положение о ленинской комнате». Ленинская комната стала центром организации и проведения культурно-просветительной работы и отдыха в подразделении. В послевоенный период комнаты организовывались в соответствии с Уставом внутренней службы ВС СССР.
Существовали рекомендации политуправления армии и флота по их оформлению. Ответственным за оформление и поддержание порядка в комнате являлся заместитель командира подразделения по политической работе. Комнаты являлись центром политической и просветительской работы в части и подразделении. В них проводились политзанятия, обсуждения и встречи. Также в комнате, в свободное время, солдаты и матросы могли отдохнуть, почитать прессу и посмотреть телевизор.
Обычно в комнате присутствовал бюст или портрет Ленина. На стенах размещалась наглядная агитация: специальные стенды с портретами членов политбюро, картой мира, фотографиями по истории части, схемой боевого пути части во время Великой Отечественной войны. В комнате находился телевизор и подшивки газет.